# ピアノ・ノビーレ

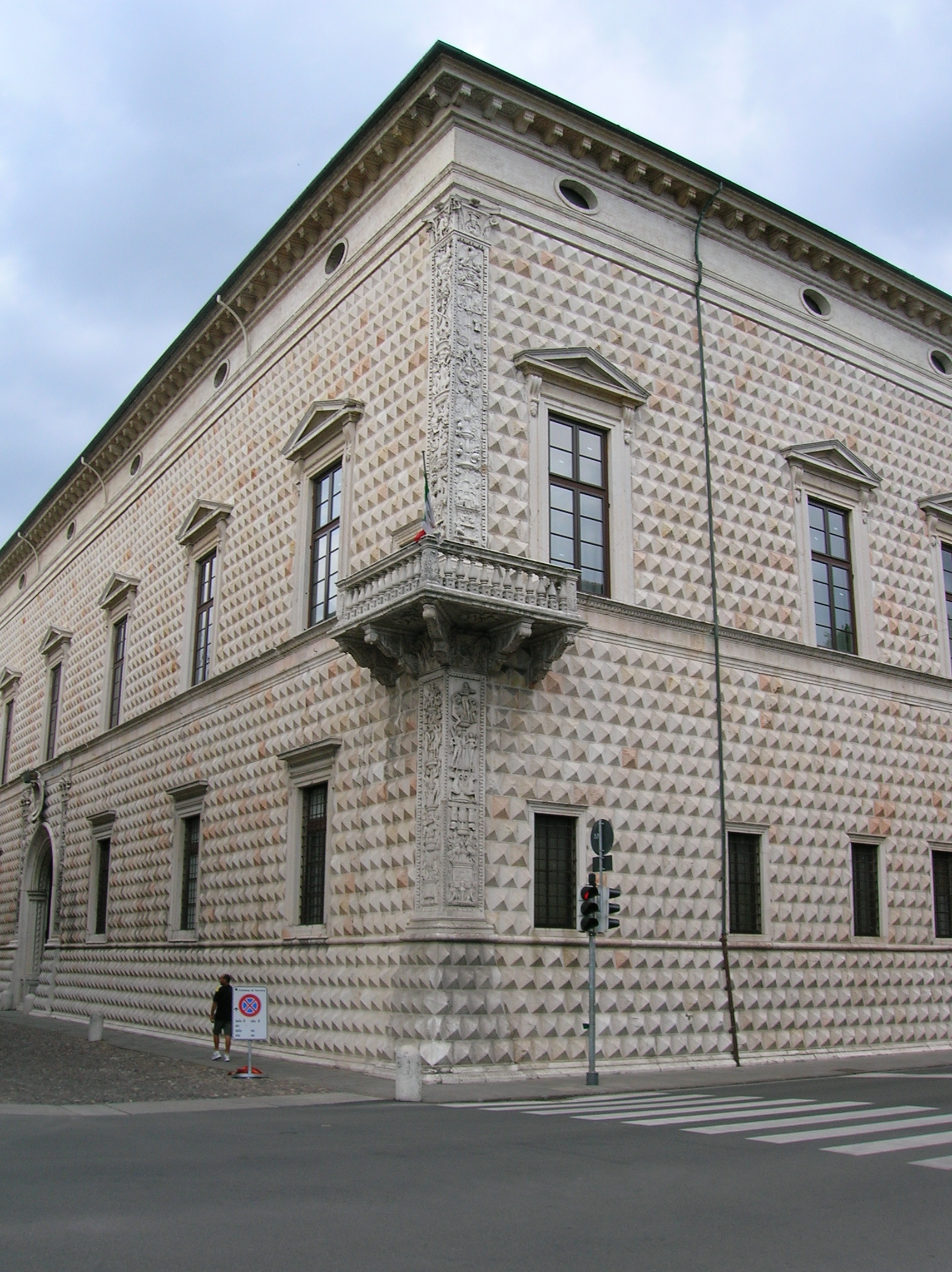
フェラーラのディアマンテ宮は15世紀のピアノ・ノビーレの例である。外観からも上の階が下の階よりステータスが上であることがわかる。

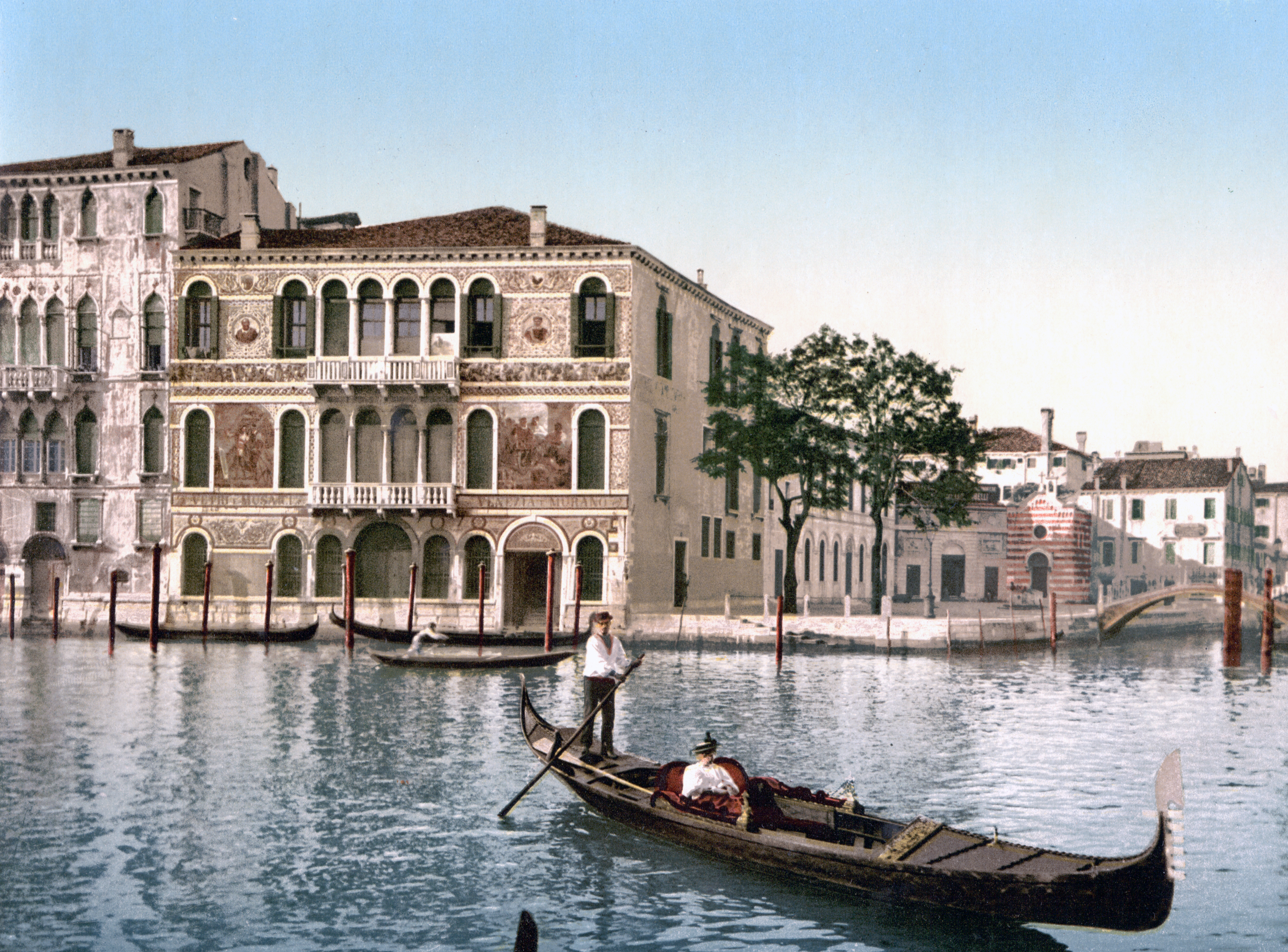
ヴェネツィアのバルバリゴ宮。ピアノ・ノビーレの上の階もほぼ同じ外観なので、セコンド・ピアノ・ノビーレになっている。

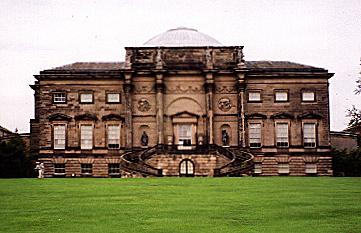
18世紀のケドレストン・ホール。粗末な1階の上にピアノ・ノビーレがある。その上の階は外観からあまり豪華でないことがわかる。

ピアノ・ノビーレ（piano nobile）とは、大きな家屋の主たる階を意味し、通常ルネサンス様式の建築物について使う用語である。直訳すると「高貴な階」となる。ピアノ・ノビーレには、主たる応接室と寝室がある。
ピアノ・ノビーレは1階（ヨーロッパ風の呼称。アメリカや日本で言う2階に相当）にあることが多く、時には2階（日本では3階）にある。その下の地上階にはその他の部屋や使用人の部屋などがある（しばしば造りが粗末になっている）。ピアノ・ノビーレが上にあるのは、眺めがよいという理由もあるが、通りの湿気や臭いを避けるという実用的な理由もあった。特にヴェネツィアのパラッツォでは、窓が大きくバルコニーや外廊下があるため、外見からピアノ・ノビーレが明らかである。例えば、カ・フォスカーリ、カ・ドーロ、カ・ヴェンドラミン・カレルギ、バルバリゴ宮などがある。
窓が大きい点がピアノ・ノビーレを見分ける最大の特徴である。イングランドやイタリアでは、ピアノ・ノビーレに直接入るための豪華な外階段があり、下の使用人の階に主人が入らなくて済むようにした建物も多い。例えば、イングランドのケドレストン・ホールやイタリアのヴィラ・アルメリコ・カプラがある。
多くの場合、来客がないときはピアノ・ノビーレの上の階にある寝室をその住居の家族が使った。さらにその上は屋根裏部屋で、使用人などが寝室として使っていた。
イタリアの特にヴェネツィアの大きなパラッツォでは、ピアノ・ノビーレの上の階をセコンド・ピアノ・ノビーレ (secondo piano nobile) と呼び、若干小規模に外廊下やバルコニーを備えている。その場合例えば美術館などでは、主たるピアノ・ノビーレをプリモ・ピアノ・ノビーレ (primo piano nobile) と呼んで区別する。このような用語はイングランドでは見られない。
ヨーロッパでは古典様式で住居が建設されている間、このような階の配置がずっと続いた。最近では、19世紀中ごろのバッキンガム宮殿がこのような造りになっている。18世紀のイギリスの建築では、ホルカム・ホール、オスタリー・パーク、チジックハウスがこのような設計を採用している。